# Мустафа-паша (правитель Ирака)
Мустафа-паша (араб. مصطفى باشا‎; ум. 1776) — османский паша, правитель Багдадского пашалыка (1776).

## Предыстория
В 1638 году Мурад IV взял Багдад и установил контроль над междуречьем Тигра и Ефрата. В XVII веке конфликты с Персией ослабили силы Османской империи в Ираке. Ослабление центральной власти в Ираке привело к усилению племенной знати и вылилось в обострение вражды между суннитами и шиитами. Положение ухудшилось после вторжения племен бедуинов из Аравии. Бедуинские налёты на Ирак сильно разрушали экономику провинции. Курды под предводительством династия Бабан подняли восстание и начала вооружённые действия против османских войск, вскоре они овладели всем Иракским Курдистаном. Между 1625 и 1668 годами и с 1694 по 1701 год местные шейхи из рода Сиябов правили Басрой как независимые правители и игнорировали власть османского паши в Багдаде. Для наведения порядка в Ирак был отправлен Вали Карамании мамлюк грузинского происхождения Хасан Паша. С момента его назначения пашей Багдада начинается история мамлюкской династии в Ираке. Хасан Паша улучшил управление страной, наладил работу чиновничьего аппарата и обороноспособность провинции. Его сын и преемник Ахмад Паша продолжал политику отца, при нём было создано элитное подразделение состоящее из мамлюков «Грузинская гвардия». При преемнике и зяте Ахмада Паши Сулеймане-паше Абу-Лейле Ирак превратился в практически независимую провинцию. После смерти Сулеймана-паши Абу-Лейлы было семеро кандидатов на преемственность, и все они были из мамлюков. Спор за право наследовать Абу-Лейле привел к конфликту между претендентами в котором победил Омар-паша. После того как Омар-паша был низложен и убит губернатором был назначен Мустафа-паша.

## Биография
Мустафа-паша был также мамлюком по происхождению. До 1776 года он занимал пост вали Эр-Ракки. В 1776 году османский султан Абдул-Хамид I отдал приказ Мустафе-паше, а также вали Мосула Сулейману-паше и вали Диарбекира Абдулле-паше низложить Багдадского губернатора Омара-пашу. Османские войска осадили Багдад, а Омар-паша погиб во время бегства. После этого правителем Багдадского пашалыка был назначен Мустафа-паша. Мустафе-паше не удалось успокоить революционные настроения в провинции. Султан и народ были недовольны правлением Мустафы, и после девяти месяцев его правления Абдул-Хамид I приказал Абдулле-паше сместить его. Абдулла-паша пленил Мустафу-пашу и казнил его в Диарбекире в 1776 году.